# 克洛斯特巴赫河 (施瓦茨巴赫河)
52°4′6.22″N 8°28′42.26″E / 52.0683944°N 8.4784056°E

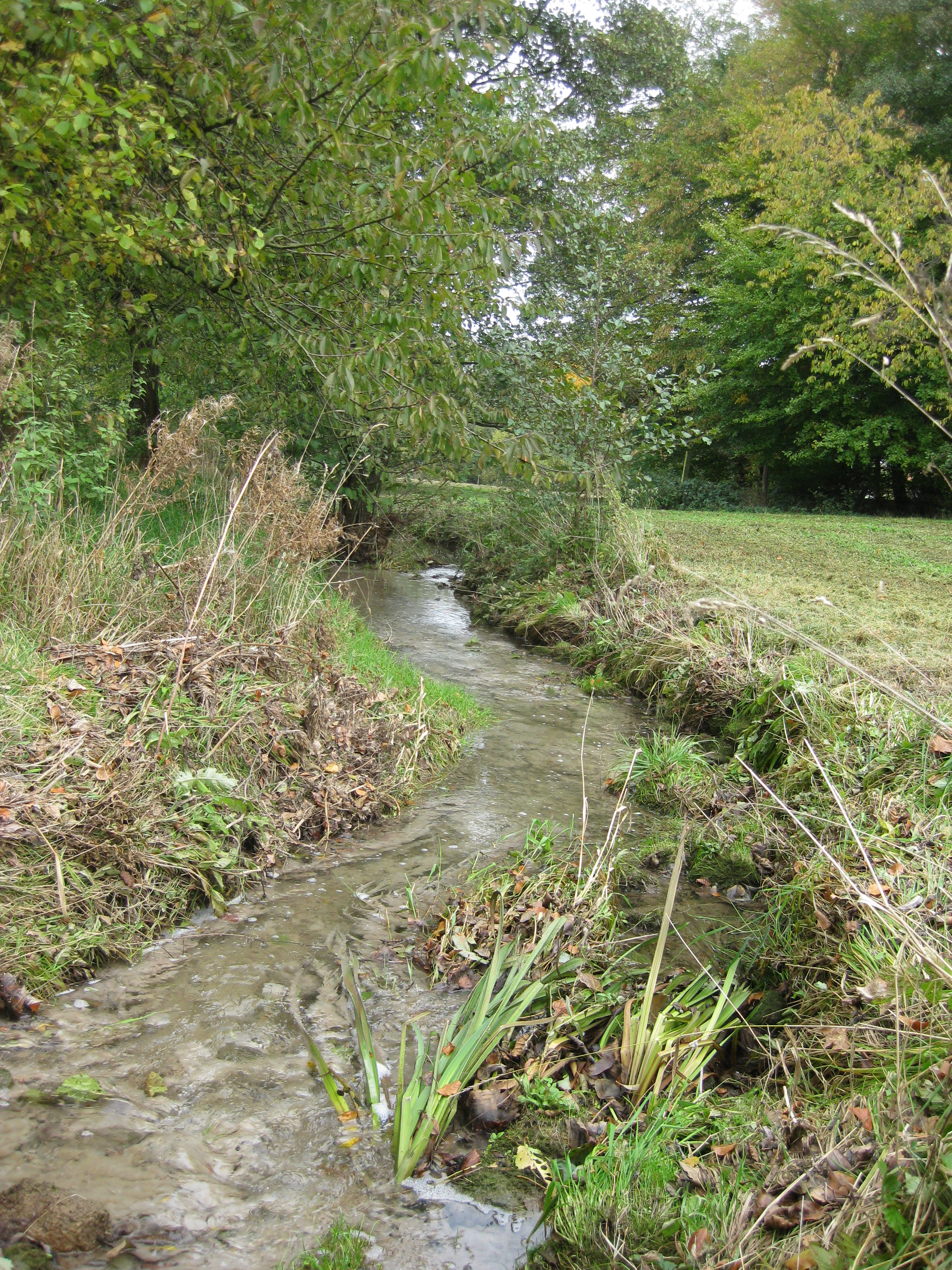

克洛斯特巴赫河（德語：Klosterbach），是德國的河流，位於該國西部，處於北萊茵-威斯特法倫州，屬於施瓦茨巴赫河的右支流，河道全長5.7公里，發源自威斯特法倫地區韋爾特，河口處在比勒費爾德。